# Miloš Kostadinović
Miloš Kostadinović (en serbe : Милош Костадиновић), né le 2 décembre 1988 à Bor, est un joueur serbe de handball. Il mesure 1,87 mètre et pèse 85 kilos. Il joue au poste d'ailier droit et est international serbe.

## Palmarès
En équipe nationale
- -  Médaille d'argent Championnat d'Europe 2012,  Serbie

En cloub
- Championnat de Serbie (2) : 2011, 2012
- Coupe de Serbie (1) : 2012